# Dalbergia lactea
Dalbergia lactea är en ärtväxtart som beskrevs av Wilhelm Vatke. Dalbergia lactea ingår i släktet Dalbergia, och familjen ärtväxter. Inga underarter finns listade i Catalogue of Life.